# Divisiones menores del Club Alianza Lima
Las Divisiones menores de Alianza Lima están conformadas por los equipos juveniles que representan al club en las distintas competiciones nacionales e internacionales de fútbol base, las cuales son: Sub-20, Sub-19, Sub-18, Sub-17, Sub-16, Sub-15, Sub-14, Sub-13, Sub-12, Sub-11, Sub-10, Sub-9 y Sub-8. Por las inferiores de Alianza Lima han pasado jugadores que han logrado destacar no solo en el equipo profesional, sino en la selección nacional en sus distintas categorías, como lo son Teófilo Cubillas, César Cueto, Hugo Sotil, José Velásquez, Víctor Benítez, Pedro Pablo León, Juan Jayo, Juan de la Vega, Luis Escobar, Tomás Farfán, José González Ganoza, Luis "Babalú" Martínez, Juan Rivero Arias, Juan Emilio Salinas, Jaime Duarte, Víctor Zegarra, Cornelio Heredia, André Carrillo, Jefferson Farfán, Paolo Guerrero, y el más reciente Yordy Reyna, entre otros.
Cabe resaltar que además de las filiales en lima, el club alianza lima, tiene filiales en otras zonas fuera de lima (ica, trujillo, chiclayo, iquitos, etc). 

## Historia
A lo largo de su historia, el Club Alianza Lima de La Victoria tuvo entre sus filas a varios de los mejores exponentes de la historia de este deporte. Desde el arquero de la selección peruana Juan Valdivieso en el primer título continental obtenido (Copa América 1939), pasando por Alejandro Villanueva, Víctor Benítez, Pedro Pablo León, Víctor Zegarra, Juan Rivero Arias, Teófilo Cubillas, César Cueto, José Velásquez, Jaime Duarte, Juan Jayo, Paolo Guerrero, Jefferson Farfán, entre tantos otros cracks. Sin embargo, las leyendas del fútbol peruano previamente mencionadas no solo tuvieron el privilegio de jugar y de destacar en la selección peruana de fútbol, sino que también vistieron la camiseta blanquiazul desde jóvenes en las categorías juveniles. La cantera de Alianza Lima, conocida también como «Semillero Blanquiazul», ha sido siempre la más fructífera de Perú, la más importante y también la que mayores éxitos acumula; esto avalado por la cantidad de futbolistas que ha aportado Alianza Lima a las distintas categorías de la selección peruana de fútbol.
El éxito actual e histórico del primer equipo del Club Alianza Lima se debe, en buena parte, a la calidad de los magníficos futbolistas surgidos de su cantera. Y es que desde su creación en 1901 hasta la actualidad, las divisiones menores del conjunto íntimo han protagonizado etapas esplendorosas en sus categorías, para luego debutar en primera y llenar de fútbol y alegría a la hinchada Blanquiazul. Si bien es cierto que siempre hubo juveniles en el seno del club, tuvieron que pasar algunos años hasta que se regularice la formación de futbolistas en la institución. Lógicamente con el correr de los años Alianza Lima fue creciendo en historia, títulos y popularidad. Por consecuente todos los equipos base del club se fueron asentando y comenzaron a pisar fuerte en el fútbol juvenil peruano.
Al igual que el primer equipo del Club Alianza Lima, las categorías inferiores de la institución alternan sus entrenamientos en el Estadio Alejandro Villanueva y en el moderno predio que, tras un acuerdo con la academia deportiva Esther Grande de Bentín, utilizan en Lurín. En cuanto a las disputas de los partidos como local de los equipos base de Alianza Lima, la sede varía según la categoría y el evento en cuestión. Las divisiones más jóvenes efectúan su localía en las canchas del Complejo EGB, mientras que las categorías más grandes lo hacen generalmente en el GUE Mariano Melgar. En cuanto a la reserva, si bien solían disputar sus partidos como local en el Estadio Alejandro Villanueva, como una especie de previa a los partidos del primer equipo; en la actualidad usualmente juegan en el Complejo EGB.

## Aportes

### Copas del mundo

#### Planteles históricos enJJ.OO. de la Juventud[nota 2]
A continuación, los jugadores del club que formaron parte de los planteles en JJ.OO. de la Juventud del seleccionado juvenil peruano.
| Nanjing 2014       | Nanjing 2014 | Nanjing 2014 | Nanjing 2014 |
| Dorsal             | Jugador      | Posición     | Categoría    |
| ------------------ | ------------ | ------------ | ------------ |
| ?                  | Renato Rojas | DEF          | 1999         |
| ?                  | Iván Cruz    | DEF          | 1999         |
| D.T. Juan José Oré |              |              |              |

#### Planteles históricos enMundiales Sub-17
A continuación, los jugadores del club que formaron parte de los planteles en Copas Mundiales Sub-17 del seleccionado juvenil peruano.
| Perú 2005             | Perú 2005       | Perú 2005 | Perú 2005 |
| Dorsal                | Jugador         | Posición  | Categoría |
| --------------------- | --------------- | --------- | --------- |
| 19                    | Bruno Enríquez  | ARQ       | 1988      |
| 3                     | Ricardo Uribe   | DEF       | 1988      |
| 5                     | Kerwin Peixoto  | DEF       | 1988      |
| 7                     | José Mesarina   | DEF       | 1988      |
| 10                    | Carlos Elías    | MED       | 1988      |
| 16                    | Carlos Flores   | MED       | 1988      |
| 18                    | Walter Portugal | MED       | 1988      |
| 15                    | Miguel Cárdenas | MED       | 1988      |
| D.T. José Luis Pavoni |                 |           |           |

| Corea del Sur 2007 | Corea del Sur 2007 | Corea del Sur 2007 | Corea del Sur 2007 |
| Dorsal             | Jugador            | Posición           | Categoría          |
| ------------------ | ------------------ | ------------------ | ------------------ |
| 1                  | Eder Hermoza       | ARQ                | 1990               |
| 2                  | Jersi Sócola       | DEF                | 1990               |
| 11                 | Luis Trujillo      | DEF                | 1990               |
| 15                 | Jairo Hernández    | DEF                | 1990               |
| 8                  | Alonso Bazalar     | MED                | 1990               |
| 7                  | Reimond Manco      | MED                | 1990               |
| 14                 | Ernesto Salazar    | MED                | 1990               |
| D.T. Juan José Oré |                    |                    |                    |

### Sudamericanos

#### Planteles históricos enSudamericanos Sub-15
A continuación, los planteles en los Sudamericano Sub-15 del seleccionado juvenil peruano.
| Uruguay 2011      | Uruguay 2011 | Uruguay 2011 | Uruguay 2011 | Uruguay 2011 |
| Jugador           | Posición     | PJ           | Goles        | Asist.       |
| ----------------- | ------------ | ------------ | ------------ | ------------ |
| Francisco Duclós  | DEF          | -            | -            | -            |
| Jair Córdova      | DEL          | -            | -            | -            |
| DT. Juan José Oré |              |              |              |              |

| Bolivia 2013      | Bolivia 2013 | Bolivia 2013 | Bolivia 2013 | Bolivia 2013 |
| Jugador           | Posición     | PJ           | Goles        | Asist.       |
| ----------------- | ------------ | ------------ | ------------ | ------------ |
| Aldair Fuentes    | MED          | -            | -            | -            |
| Luis Acuy         | DEL          | -            | -            | -            |
| DT. Juan José Oré |              |              |              |              |

| Colombia 2015     | Colombia 2015 | Colombia 2015 | Colombia 2015 | Colombia 2015 |
| Jugador           | Posición      | PJ            | Goles         | Asist.        |
| ----------------- | ------------- | ------------- | ------------- | ------------- |
| Fabrizio Salazar  | ARQ           | -             | -             | -             |
| Anthony Quijano   | DEF           | -             | -             | -             |
| Walter Tandazo    | MED           | -             | -             | -             |
| DT. Juan José Oré |               |               |               |               |

| Argentina 2017     | Argentina 2017 | Argentina 2017 | Argentina 2017 | Argentina 2017 |
| Jugador            | Posición       | PJ             | Goles          | Asist.         |
| ------------------ | -------------- | -------------- | -------------- | -------------- |
| Massimo Sandi      | ARQ            | -              | -              | -              |
| Ian Milla          | ARQ            | -              | -              | -              |
| Renzo Zubiate      | DEF            | -              | -              | -              |
| Jeremy Escate      | MED            | -              | -              | -              |
| Pedro De La Cruz   | MED            | -              | -              | -              |
| Sebastián Cavero   | MED            | -              | -              | -              |
| DT. Edgar Teixeira |                |                |                |                |

#### Planteles históricos enSudamericanos Sub-20
A continuación, los planteles en los Sudamericano Sub-20 del seleccionado juvenil peruano.
| Argentina 1999          | Argentina 1999 | Argentina 1999 | Argentina 1999 | Argentina 1999 |
| Jugador                 | Posición       | PJ             | Goles          | Asist.         |
| ----------------------- | -------------- | -------------- | -------------- | -------------- |
| Carlos Cerro            | ARQ            | -              | -              | -              |
| Pedro Ascoy             | DEL            | -              | -              | -              |
| DT. Juan Carlos Oblitas |                |                |                |                |

| Ecuador 2001          | Ecuador 2001 | Ecuador 2001 | Ecuador 2001 | Ecuador 2001 |
| Jugador               | Posición     | PJ           | Goles        | Asist.       |
| --------------------- | ------------ | ------------ | ------------ | ------------ |
| Kohji Aparicio        | DEF          | -            | -            | -            |
| Walter Vílchez        | DEF          | -            | -            | -            |
| Luis Hernández        | MED          | -            | -            | -            |
| Ryan Salazar          | MED          | -            | -            | -            |
| Renzo Benavides       | DEL          | -            | -            | -            |
| DT. Julio César Uribe |              |              |              |              |

| Uruguay 2003              | Uruguay 2003 | Uruguay 2003 | Uruguay 2003 | Uruguay 2003 |
| Jugador                   | Posición     | PJ           | Goles        | Asist.       |
| ------------------------- | ------------ | ------------ | ------------ | ------------ |
| Exar Rosales              | ARQ          | -            | -            | -            |
| Roberto Guizasola         | DEF          | -            | -            | -            |
| Carlos Fernández          | MED          | -            | -            | -            |
| Wilmer Aguirre            | DEL          | -            | -            | -            |
| Jefferson Farfán          | DEL          | -            | -            | -            |
| Juan Diego Gonzáles-Vigil | DEL          | -            | -            | -            |
| DT. César Gonzáles        |              |              |              |              |

| Colombia 2005             | Colombia 2005 | Colombia 2005 | Colombia 2005 | Colombia 2005 |
| Jugador                   | Posición      | PJ            | Goles         | Asist.        |
| ------------------------- | ------------- | ------------- | ------------- | ------------- |
| Máximo Osis               | DEF           | -             | -             | -             |
| Eduardo Uribe             | DEF           | -             | -             | -             |
| Renzo Reaños              | DEF           | -             | -             | -             |
| Jorge Erausquin           | MED           | -             | -             | -             |
| Junior Viza               | MED           | -             | -             | -             |
| Ronald Quinteros          | MED           | -             | -             | -             |
| Jesús Chávez              | MED           | -             | -             | -             |
| Juan Carlos Portilla      | DEL           | -             | -             | -             |
| Juan Diego Gonzales-Vigil | DEL           | -             | -             | -             |
| DT. Julio García          |               |               |               |               |

| Paraguay 2007   | Paraguay 2007 | Paraguay 2007 | Paraguay 2007 | Paraguay 2007 |
| Jugador         | Posición      | PJ            | Goles         | Asist.        |
| --------------- | ------------- | ------------- | ------------- | ------------- |
| Daniel Reyes    | ARQ           | ?             | ?             | -             |
| Kerwin Peixoto  | DEF           | ?             | ?             | -             |
| Jaime Huerta    | DEF           | ?             | ?             | -             |
| José Mesarina   | DEF           | ?             | ?             | -             |
| Jeickson Reyes  | DEF           | ?             | ?             | -             |
| Carlos Flores   | MED           | ?             | ?             | -             |
| Miguel Cárdenas | MED           | ?             | ?             | -             |
| Carlos Elías    | DEL           | ?             | ?             | -             |
| DT. José Pavoni |               |               |               |               |

| Venezuela 2009       | Venezuela 2009 | Venezuela 2009 | Venezuela 2009 | Venezuela 2009 |
| Jugador              | Posición       | PJ             | Goles          | Asist.         |
| -------------------- | -------------- | -------------- | -------------- | -------------- |
| Eder Hermoza         | ARQ            | ?              | ?              | -              |
| Aldo Corzo           | DEF            | ?              | ?              | -              |
| Adrián Zela          | DEF            | ?              | ?              | -              |
| Luis Trujillo        | MED            | ?              | ?              | -              |
| Ernesto Salazar      | MED            | ?              | ?              | -              |
| Reimond Manco        | DEL            | ?              | ?              | -              |
| DT. Héctor Chumpitaz |                |                |                |                |

| Perú 2011          | Perú 2011 | Perú 2011 | Perú 2011 | Perú 2011 |
| Jugador            | Posición  | PJ        | Goles     | Asist.    |
| ------------------ | --------- | --------- | --------- | --------- |
| Carlos Ascues      | DEF       | ?         | ?         | -         |
| Diego Donayre      | DEF       | ?         | ?         | -         |
| Diago Portugal     | MED       | ?         | ?         | -         |
| Jorge Bazán        | DEL       | ?         | ?         | -         |
| André Carrillo     | DEL       | ?         | ?         | ?         |
| DT. Gustavo Ferrín |           |           |           |           |

| Argentina 2013    | Argentina 2013 | Argentina 2013 | Argentina 2013 | Argentina 2013 |
| Jugador           | Posición       | PJ             | Goles          | Asist.         |
| ----------------- | -------------- | -------------- | -------------- | -------------- |
| Ángelo Campos     | ARQ            | ?              | ?              | -              |
| Wilder Cartagena  | MED            | ?              | ?              | ?              |
| Hernán Hinostroza | MED            | ?              | ?              | -              |
| Yordy Reyna       | DEL            | ?              | ?              | -              |
| DT. Daniel Ahmed  |                |                |                |                |

| Uruguay 2015      | Uruguay 2015 | Uruguay 2015 | Uruguay 2015 | Uruguay 2015 |
| Jugador           | Posición     | PJ           | Goles        | Asist.       |
| ----------------- | ------------ | ------------ | ------------ | ------------ |
| Daniel Prieto     | ARQ          | ?            | ?            | -            |
| Aldair Ramos      | DEF          | ?            | ?            | -            |
| Francisco Duclós  | DEF          | ?            | ?            | -            |
| Fernando Canales  | MED          | ?            | ?            | -            |
| Sergio Peña       | MED          | ?            | ?            | -            |
| DT. Víctor Rivera |              |              |              |              |

| Ecuador 2017        | Ecuador 2017 | Ecuador 2017 | Ecuador 2017 | Ecuador 2017 |
| Jugador             | Posición     | PJ           | Goles        | Asist.       |
| ------------------- | ------------ | ------------ | ------------ | ------------ |
| Carlos Gómez        | ARQ          |              |              |              |
| Aldair Fuentes      | MED          |              |              |              |
| José Cotrina        | MED          |              |              |              |
| DT. Fernando Nogara |              |              |              |              |

| Chile 2019       | Chile 2019 | Chile 2019 | Chile 2019 | Chile 2019 |
| Jugador          | Posición   | PJ         | Goles      | Asist.     |
| ---------------- | ---------- | ---------- | ---------- | ---------- |
| Franco Medina    | DEF        | 2          | 0          | -          |
| Renato Rojas     | DEF        | 3          | 0          | -          |
| Oslimg Mora      | DEL        | 4          | 1          | 1          |
| DT. Daniel Ahmed | PD: ?      | G: ?       | E: ?       | P: ?       |

## Filiales
En Lima
- Filial Alianza Lima en Jesús María
- Filial Alianza Lima en San Miguel
- Filial Alianza Lima en Comas
- Filial Alianza Lima en SJL
- Filial Alianza Lima en Surco
- Filial Alianza Lima en Magdalena
- Filial Alianza Lima en Los Olivos

En provincias
- Filial Alianza Lima en Ica
- Filial Alianza Lima en Trujillo
- Filial Alianza Lima en Chiclayo

## Palmarés

### Torneos nacionales
- Copa Federacion (1): 2018 (Serie Par).[33]

#### Torneos nacionales Sub-20
- Torneo de Promoción y Reserva (2): 2011, 2022.
- Torneo de Reservas (2): 1934, 1948. (Récord compartido)
- Subcampeón del Torneo de Promoción y Reserva (2): 2013, 2018.

#### Torneos nacionales Sub-18
- Copa Oro (1): 2009.[33]
- Torneo de Élite Federación (1): 2022
- Subcampeón Copa Generación (1): 2021

#### Torneos nacionales Sub-17
- Copa Oro (2): 2014, 2016.[34]
- Subcampeón del Torneo Centenario (1): 2018.[35]
- Torneo Centenario (Apertura) (1): 2018.[36]
- Torneo Élite Federación (1): 2022

#### Torneos nacionales Sub-16
- Copa Oro (1): 2007.
- Torneo Centenario (Apertura) (1): 2018

#### Torneos nacionales Sub-15
- Copa Oro (2): 2016, 2019.[37][38]
- Subcampeón de la Copa Oro (1): 2015.
- Subcampeón del Torneo Centenario (Apertura) (1): 2017

#### Torneos nacionales Sub-14
- Copa Oro (4): 2009, 2016, 2018, 2019.[33][39][40][38]
- Torneo Élite Federación (1): 2022

#### Torneos nacionales Sub-13
- Campeonato de Menores ADFP Calichines (1): 1997
- Copa AELU (1): 2016-II.[41]
- Subcampeón de la Copa AELU (1): 2012, 2017.[42][43]
- Copa Oro (2): 2017,[44]2022.
- Subcampeón de la Copa Oro (1): 2016.[45]
- Torneo Centenario (1): 2018.[35]
- Torneo Centenario (Clausura) (1): 2018.[46]
- Torneo Élite Federación (1): 2022

#### Torneos nacionales Sub-12
- Copa AELU (1): 2017, 2019.[43][47]
- Copa Regatas (3): 2015, 2016, 2022[48][49]
- Copa Regatas Apertura (1): 2022
- Copa Regatas Clausura (1): 2022
- Torneo Metropolitana Apertura (1): 2016.[50]
- Copa Car U: 2022

#### Torneos nacionales Sub-11
- Copa AELU (4): 2015, 2016-I, 2016-II, 2017.[51][52][41][43]
- Subcampeón de la Copa AELU (1): 2016-I (Alianza Lima "Jesús Maria").[52]
- Copa Regatas (3): 2015, 2017, 2018.[53][54]
- Copa Regatas (Clausura): 2022
- Copa CAR U (1): 2022.

#### Torneos nacionales Sub-10
- Copa AELU (3): 2016-I (Alianza Lima "A"), 2017, 2018.[52][43][55]
- Copa Regatas (1): 2016.[49]
- Torneo Metropolitana Apertura (1): 2016.[50]
- Copa Car U: 2022
- Subcampeón del Torneo Creciendo por el fútbol (1): 2016.[56]

#### Torneos nacionales Sub-9
- Copa AELU (4): 2015, 2016-I (Alianza Lima "B"), 2016-II, 2017.[51][52][41][43]
- Copa Regatas (1): 2016, 2017.[49][54]

#### Torneos nacionales Sub-8
- Copa AELU (1): 2015.[51]
- Subcampeón de la Copa AELU (1): 2016-I (Alianza Lima "A").[52]
- Copa Regatas (3): 2015, 2016, 2022[57][49]
- Torneo Lima Metropolitana (1): 2008.[58]
- Subcampeón del Torneo Creciendo por el fútbol (1): 2016.[56]

### Torneos internacionales

#### Torneos internacionales Sub-20
- Copa Intercontinental Centenario de Alianza Lima (1): 1999.

#### Torneos internacionales Sub-19
- Bogotá Cup (1): 2019.[59]

#### Torneos internacionales Sub-15
- Copa Mundialito Austral Cup Sub-15 (1): 2020.[60][61]
- Nike Premier Cup Sub-15 (1): 2025.

#### Torneos internacionales Sub-14
- Subcampeón de la Copa de la Amistad (1): 2013.[62]

#### Torneos internacionales Sub-13
- Copa de la Amistad (2): 2013, 2015.[63][64]

#### Torneos internacionales Sub-12
- Subcampeón del Torneo Internacional Sub-12 (1): 2014.[65]

#### Torneos internacionales Sub-9
- Copa de la Amistad (1): 2018.[66]

## Relacionado
| Competiciones nacionales                                          | Competiciones internacionales                                                   | Anexos                                                        | Datos                                                                            |
| ----------------------------------------------------------------- | ------------------------------------------------------------------------------- | ------------------------------------------------------------- | -------------------------------------------------------------------------------- |
| - Torneo de Reserva - Liga1 - Torneo Centenario - Copa Federación | - Copa Libertadores Sub-20 - Goiâs Cup - Copa Mitad del Mundo - Mundialito UACH | - Presidentes - Entrenadores - Jugadores - Divisiones menores | - Temporada actual - Estadísticas - Cronología - Superclásico del fútbol peruano |